# William Duesbury
William Duesbury (Staffordshire, 7 de septiembre de 1725 - Derby, 30 de octubre de 1786- Fue un importante esmaltador y empresario británico del siglo XVIII, fundador de la Royal Crown Derby y propietario de fábricas de porcelana en Bow, Chelsea, Derby y Longton Hall.

## Biografía

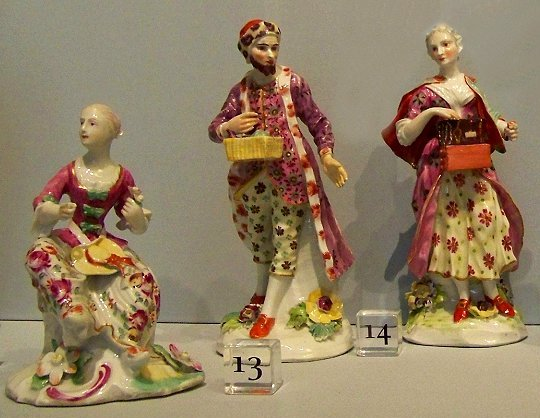
Tres figuras datadas de 1758 - conservadas en el Detroit Institute of Arts.

Duesbury nació en 1725. Alrededor de 1742 estaba trabajando como esmaltador en Londres, donde permaneció hasta 1753. Posteriormente, entre 1754 a 1755, vivió y trabajó en Longton Hall, donde su padre habitaba. En 1756, después de haber acumulado capital, y después de familiarizarse con los principales fabricantes de porcelana y sus productos, decidió fundar una fábrica de porcelana en Derby, en Nottingham Road. Este proyecto, que fue financiado por John y Christopher Heath, banqueros locales, y ayudado por la experiencia de Andrew Planche, un alfarero que vivía en la ciudad. Tras el fracaso de los Heath, se hizo cargo del negocio. Murió en 1786, y fue sucedido por su hijo, William Duesbury II.